# Ezri Konsa
Ezri Konsa (Londra, 23 ottobre 1997) è un calciatore inglese, di origini angolane e congolesi, difensore dell'Aston Villa e della nazionale inglese, con cui è diventato vicecampione d'Europa nel 2024.

## Carriera

### Club

#### Charlton
Cresce nel settore giovanile del Charlton, viene promosso in prima squadra per la stagione 2016-2017 diventando un titolare fisso del club inglese in League One nelle due stagioni successive.

#### Brentford
Nell'estate del 2018 passa al Brentford in Championship salendo così di categoria. Gioca una stagione positiva da titolare segnando anche un goal.

#### Aston Villa
L'11 luglio 2019 viene acquistato dall'Aston Villa. Fin da subito diventa un giocatore importante nella retroguardia del club inglese,alla stagione di debutto in Premier League trova il suo primo goal il 16 Luglio 2020 nel pareggio per 1-1 contro l'Everton. Il 5 Dicembre 2021 segna la doppietta decisiva nella vittoria per 2-1 contro il Leicester.
Il 21 Settembre 2023, a seguito di stagioni convincenti,rinnova il suo contratto fino al 30 Giugno 2028. Nella stagione 2023-2024 è tra i protagonisti come titolare di un cammino positivo in Premier League che porta al ritorno in Champions League dopo 41 anni del club inglese.

### Nazionale
Ha giocato nelle nazionali giovanili inglesi Under-20 ed Under-21.
Il 13 novembre 2023 viene convocato per la prima volta in nazionale maggiore, con cui esordisce il 23 marzo 2024 nell'amichevole persa 0-1 contro il Brasile.

## Statistiche

### Presenze e reti nei club
Statistiche aggiornate al 16 agosto 2025
| Stagione           | Squadra            | Campionato         | Campionato | Campionato | Coppe nazionali | Coppe nazionali | Coppe nazionali | Coppe continentali | Coppe continentali | Coppe continentali | Altre coppe | Altre coppe | Altre coppe | Totale | Totale | Totale |
| Stagione           | Squadra            | Comp               | Pres       | Reti       | Comp            | Pres            | Reti            | Comp               | Pres               | Reti               | Comp        | Pres        | Reti        | Pres   | Reti   |        |
| ------------------ | ------------------ | ------------------ | ---------- | ---------- | --------------- | --------------- | --------------- | ------------------ | ------------------ | ------------------ | ----------- | ----------- | ----------- | ------ | ------ | ------ |
| 2016-2017          | Charlton           | FL1                | 32         | 0          | FACup+CdL       | 3+1             | 0               | -                  | -                  | -                  | FLT         | 3           | 0           | 39     | 0      |        |
| 2017-2018          | Charlton           | FL1                | 39+2       | 0          | FACup+CdL       | 2+2             | 0               | -                  | -                  | -                  | FLT         | 2           | 0           | 47     | 0      |        |
| Totale Charlton    | Totale Charlton    | Totale Charlton    | 71+2       | 0          |                 | 8               | 0               |                    | -                  | -                  |             | 5           | 0           | 86     | 0      |        |
| 2018-2019          | Brentford          | FLC                | 42         | 1          | FACup+CdL       | 1+0             | 0               | -                  | -                  | -                  | -           | -           | -           | 43     | 1      |        |
| 2019-2020          | Aston Villa        | PL                 | 25         | 1          | FACup+CdL       | 0+6             | 0+1             | -                  | -                  | -                  | -           | -           | -           | 31     | 2      |        |
| 2020-2021          | Aston Villa        | PL                 | 36         | 2          | FACup+CdL       | 0+1             | 0               | -                  | -                  | -                  | -           | -           | -           | 37     | 2      |        |
| 2021-2022          | Aston Villa        | PL                 | 29         | 2          | FACup+CdL       | 1+1             | 0               | -                  | -                  | -                  | -           | -           | -           | 31     | 2      |        |
| 2022-2023          | Aston Villa        | PL                 | 38         | 0          | FACup+CdL       | 0+1             | 0               | -                  | -                  | -                  | -           | -           | -           | 39     | 0      |        |
| 2023-2024          | Aston Villa        | PL                 | 35         | 1          | FACup+CdL       | 2+1             | 0               | UECL               | 12                 | 0                  | -           | -           | -           | 50     | 1      |        |
| 2024-2025          | Aston Villa        | PL                 | 34         | 2          | FACup+CdL       | 5+0             | 0               | UCL                | 11                 | 1                  | -           | -           | -           | 50     | 3      |        |
| 2025-2026          | Aston Villa        | PL                 | 1          | 0          | FACup+CdL       | 0               | 0               | UEL                | 0                  | 0                  | -           | -           | -           | 1      | 0      |        |
| Totale Aston Villa | Totale Aston Villa | Totale Aston Villa | 198        | 8          |                 | 18              | 1               |                    | 23                 | 1                  |             | -           | -           | 239    | 10     |        |
| Totale carriera    | Totale carriera    | Totale carriera    | 313        | 9          |                 | 27              | 1               |                    | 23                 | 1                  |             | 5           | 0           | 368    | 11     |        |

### Cronologia presenze e reti in nazionale
| Cronologia completa delle presenze e delle reti in nazionale ― Inghilterra | Cronologia completa delle presenze e delle reti in nazionale ― Inghilterra | Cronologia completa delle presenze e delle reti in nazionale ― Inghilterra | Cronologia completa delle presenze e delle reti in nazionale ― Inghilterra | Cronologia completa delle presenze e delle reti in nazionale ― Inghilterra | Cronologia completa delle presenze e delle reti in nazionale ― Inghilterra | Cronologia completa delle presenze e delle reti in nazionale ― Inghilterra | Cronologia completa delle presenze e delle reti in nazionale ― Inghilterra |
| Data                                                                       | Città                                                                      | In casa                                                                    | Risultato                                                                  | Ospiti                                                                     | Competizione                                                               | Reti                                                                       | Note                                                                       |
| -------------------------------------------------------------------------- | -------------------------------------------------------------------------- | -------------------------------------------------------------------------- | -------------------------------------------------------------------------- | -------------------------------------------------------------------------- | -------------------------------------------------------------------------- | -------------------------------------------------------------------------- | -------------------------------------------------------------------------- |
| 23-3-2024                                                                  | Londra                                                                     | Inghilterra                                                                | 0 – 1                                                                      | Brasile                                                                    | Amichevole                                                                 | -                                                                          | 20’                                                                        |
| 26-3-2024                                                                  | Londra                                                                     | Inghilterra                                                                | 2 – 2                                                                      | Belgio                                                                     | Amichevole                                                                 | -                                                                          |                                                                            |
| 3-6-2024                                                                   | Newcastle upon Tyne                                                        | Inghilterra                                                                | 3 – 0                                                                      | Bosnia ed Erzegovina                                                       | Amichevole                                                                 | -                                                                          |                                                                            |
| 7-6-2024                                                                   | Londra                                                                     | Inghilterra                                                                | 0 – 1                                                                      | Islanda                                                                    | Amichevole                                                                 | -                                                                          | 46’                                                                        |
| 30-6-2024                                                                  | Gelsenkirchen                                                              | Inghilterra                                                                | 2 – 1 dts                                                                  | Slovacchia                                                                 | Euro 2024 - Ottavi di finale                                               | -                                                                          | 106’                                                                       |
| 6-7-2024                                                                   | Düsseldorf                                                                 | Inghilterra                                                                | 1 – 1 dts (5 - 3 dtr)                                                      | Svizzera                                                                   | Euro 2024 - Quarti di finale                                               | -                                                                          | 78’                                                                        |
| 10-7-2024                                                                  | Dortmund                                                                   | Paesi Bassi                                                                | 1 – 2                                                                      | Inghilterra                                                                | Euro 2024 - Semifinale                                                     | -                                                                          | 90+3’                                                                      |
| 10-9-2024                                                                  | Londra                                                                     | Inghilterra                                                                | 2 – 0                                                                      | Finlandia                                                                  | UEFA Nations League 2024-2025 - 1º turno                                   | -                                                                          | 61’                                                                        |
| 14-11-2024                                                                 | Amarousio                                                                  | Grecia                                                                     | 0 – 3                                                                      | Inghilterra                                                                | UEFA Nations League 2024-2025 - 1º turno                                   | -                                                                          | 46’                                                                        |
| 21-3-2025                                                                  | Londra                                                                     | Inghilterra                                                                | 2 – 0                                                                      | Albania                                                                    | Qual. Mondiali 2026                                                        | -                                                                          |                                                                            |
| 24-3-2025                                                                  | Londra                                                                     | Inghilterra                                                                | 3 – 0                                                                      | Lettonia                                                                   | Qual. Mondiali 2026                                                        | -                                                                          |                                                                            |
| 7-6-2025                                                                   | Cornellà de Llobregat                                                      | Andorra                                                                    | 0 – 1                                                                      | Inghilterra                                                                | Qual. Mondiali 2026                                                        | -                                                                          |                                                                            |
| Totale                                                                     |                                                                            | Presenze                                                                   | 12                                                                         |                                                                            | Reti                                                                       | 0                                                                          |                                                                            |

## Palmarès

### Nazionale
- Campionato mondiale Under-20: 1

Corea del Sud 2017